# Thomas de Mowbray (1er duc de Norfolk)
Pour les articles homonymes, voir Thomas de Mowbray.
Titres
Duc de Norfolk
29 septembre 1397 – 22 septembre 1399
(1 an, 11 mois et 24 jours)
Comte de Norfolk
24 mars 1399 – 22 septembre 1399
(5 mois et 29 jours)
Comte de Nottingham
12 février 1383 – 22 septembre 1399
(16 ans, 7 mois et 10 jours)
Baron Segrave (en) et Mowbray
10 février 1383 – 22 septembre 1399
(16 ans, 7 mois et 12 jours)
Thomas de Mowbray (22 mars 1366 – 22 septembre 1399) est un noble anglais, portant notamment le titre de duc de Norfolk.

## Biographie
Thomas de Mowbray est le fils de John de Mowbray, 4e baron Mowbray, mort en 1368, et d'Elizabeth Segrave, baronne Mowbray, décédée en 1375. Sa mère est la fille aînée de John Segrave, 4e baron Segrave, et de Marguerite de Brotherton, duchesse de Norfolk, elle-même fille aînée de Thomas de Brotherton, 1er comte de Norfolk, un fils d'Édouard Ier et de sa seconde femme, Marguerite de France. Ainsi, Mowbray est un arrière-arrière-petit-fils du roi Édouard Ier.
Le 10 février 1383, Thomas succède à son frère John de Mowbray comme 6e baron Mowbray et 7e baron Segrave et, deux jours plus tard, est fait 1er comte de Nottingham, un titre qui avait été créé pour son frère aîné. Deux ans plus tard, le 30 juin 1385, il devient comte-maréchal, et en cette capacité, il combat les Écossais, puis les Français. Thomas de Mowbray fait partie des Lords Appellant qui éliminent la plupart des favoris du roi Richard II d'Angleterre pendant l'Impitoyable Parlement en 1388. 
L’oncle du roi, Thomas de Woodstock, est emprisonné à Calais, où Mowbray est capitaine. Woodstock est tué en septembre 1397, probablement sur ordre du roi Richard II, et Mowbray est vraisemblablement impliqué. Quelques semaines plus tard, il est fait duc de Norfolk. Sa grand-mère, Marguerite, comtesse de Norfolk, est toujours vivante, et elle devient duchesse de Norfolk à vie. Quand elle meurt le 24 mars 1399, il devient également 3e comte de Norfolk.
En janvier 1398, Thomas de Mowbray se querelle avec Henri Bolingbroke (futur roi Henri IV), se suspectant apparemment mutuellement d'avoir conspiré contre le duc de Gloucester. Le roi les bannit tous les deux. Il meurt de la peste à Venise le 22 septembre 1399. Après l'accession de Bolingbroke au trône le 30 septembre, Mowbray se voit retirer à titre posthume le duché de Norfolk, même s’il conserve ses autres titres. 
Thomas de Mowbray n'a aucun enfant avec sa première épouse, Elizabeth le Strange, fille et héritière de John le Strange, 5e baron Strange de Blackmere. Il a trois enfants avec sa seconde épouse, Élisabeth FitzAlan, fille de Richard FitzAlan, 4e comte d'Arundel, et d'Élisabeth de Bohun : Thomas, 2e comte de Nottingham, et John, plus tard 2e duc de Norfolk, ainsi qu'une fille, Margaret, qui se marie à John Grey de Ruthin, puis avec Robert Howard, et est la mère de John Howard, futur duc de Norfolk lors de la recréation du titre en 1483.